# Rudolf Dreßler

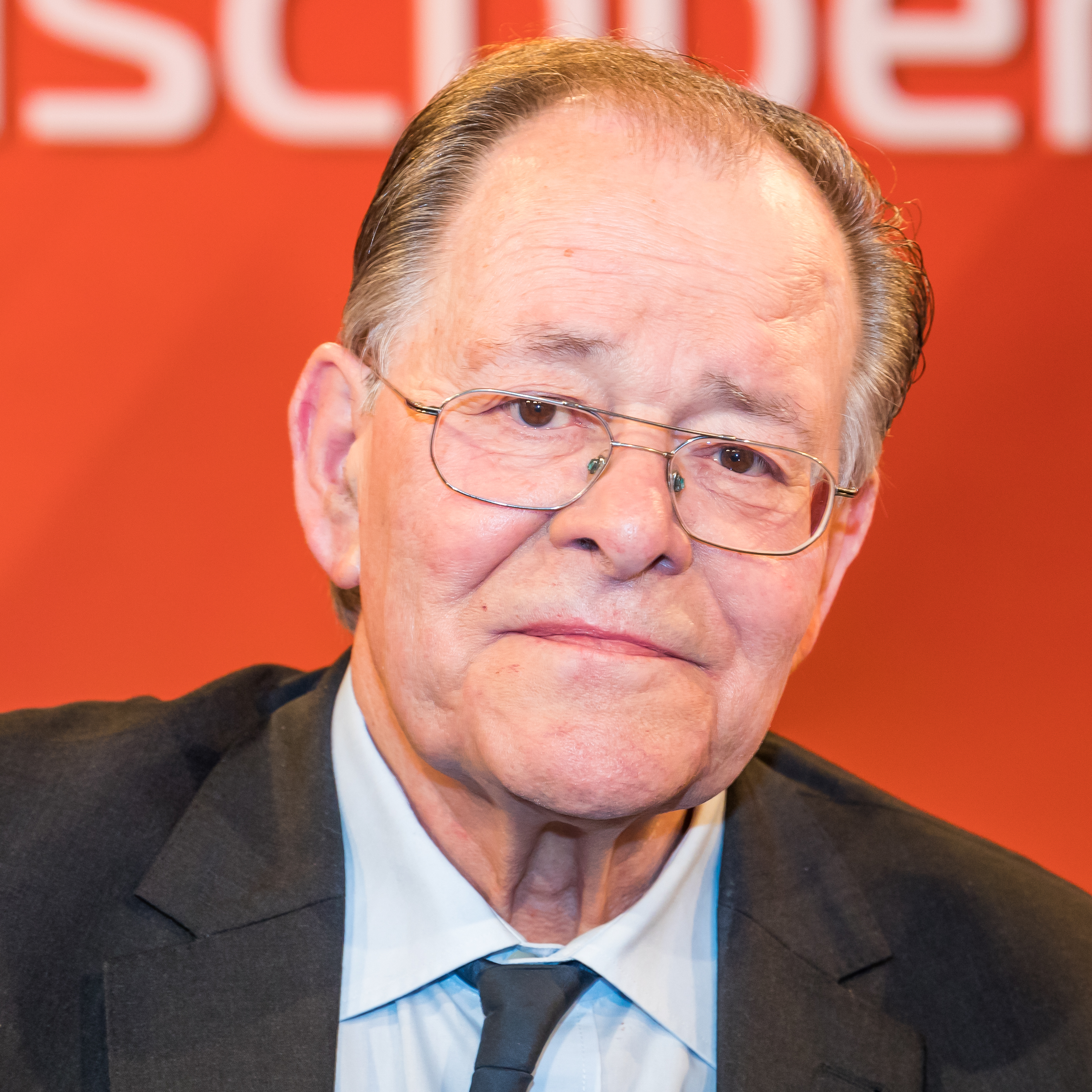
Rudolf Dreßler, 2018

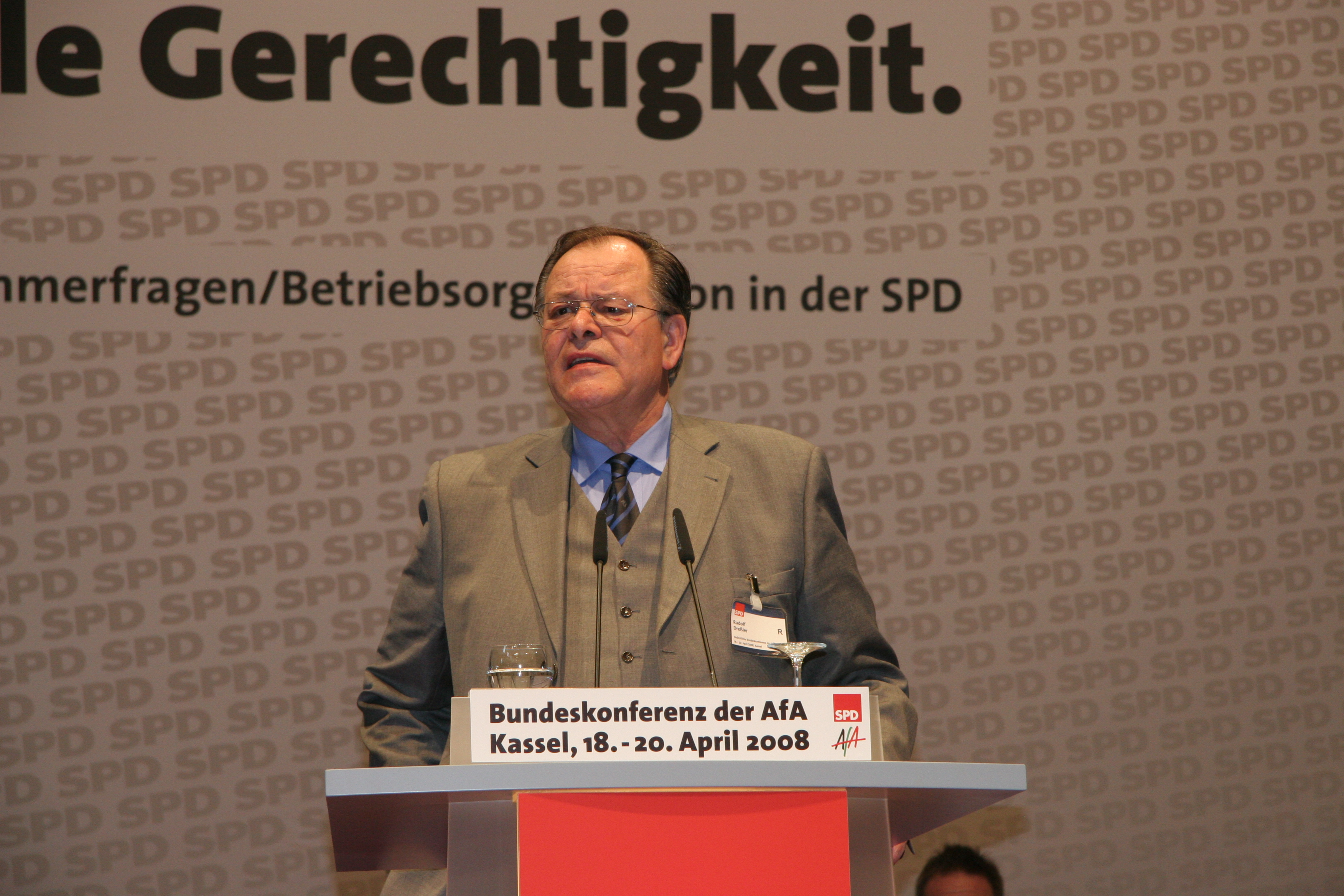
Rudolf Dreßler beim AfA-Bundeskongress 2008 in Kassel

Rudolf Dreßler (* 17. November 1940 in Wuppertal; † 8. Januar 2025 in Königswinter) war ein deutscher Politiker (SPD) und  Diplomat. Er war 1982 Parlamentarischer Staatssekretär beim Bundesminister für Arbeit und Sozialordnung, von 1980 bis 2000 Mitglied des Deutschen Bundestages und von 2000 bis 2005 deutscher Botschafter in Israel.

## Leben

### Ausbildung und Beruf
Dreßlers Eltern betrieben einen Gasthof in einem ländlich gelegenen Ortsteil von Sprockhövel. Dem Besuch der dortigen Volksschule schloss sich eine Ausbildung zum Schriftsetzer an, die er 1958 mit der Gesellenprüfung beendete. Danach bildete er sich zum Metteur und Linotype-Setzer weiter. Er war dann als freier Mitarbeiter für verschiedene Zeitungen tätig. Von 1969 bis 1981 war er Vorsitzender des Betriebsrates der Westdeutschen Zeitung und von 1974 bis 1983 Mitglied im Hauptvorstand der IG Druck und Papier.

### Partei
Ab 1969 war er Mitglied der SPD. Hier war er von 1984 bis 2000 Vorsitzender der Arbeitsgemeinschaft für Arbeit (AfA). Daneben war er von 1986 bis 1996 Vorsitzender der SPD in Wuppertal. Von 1984 bis 2000 gehörte er außerdem dem Parteivorstand und von 1991 bis 2000 auch dem Präsidium der SPD an.
Dreßler galt als Traditionssozialdemokrat, nicht unbedingt links, sondern pragmatisch, aber eisern in der Vertretung von Arbeitnehmerinteressen. In einem Interview mit dem Neuen Deutschland spekulierte Dreßler im Mai 2007 über einen Wechsel zur Linkspartei. Als Anlass hierfür nannte er seine Unzufriedenheit mit der Sozialpolitik der SPD, die zu stark den Sozialabbau vorangetrieben habe. In einem späteren Spiegel-Interview vom 20. Oktober 2007 schloss er einen solchen Parteiwechsel wieder aus.
Nach den Verhandlungen um eine Große Koalition im Februar 2018 sagte Dreßler, die SPD-Führung habe vor der Rhetorik von CDU und CSU kapituliert. Begriffe wie „subsidiärer Schutz“, „sachgrundlose Befristung“ oder „Obergrenze“ habe die SPD einfach hingenommen.

### Abgeordneter
Dreßler war von 1980 bis zum 31. August 2000 Mitglied des Deutschen Bundestages. Hier war er seit dem 23. Juni 1987 stellvertretender Vorsitzender der SPD-Bundestagsfraktion und daneben von 1987 bis 1991 Vorsitzender des Arbeitskreises Sozialpolitik der SPD-Fraktion. Mit Norbert Blüm, der als CDU-Arbeitsminister sein Gegenspieler war, später sein Freund wurde, lieferte er sich Rededuelle im Bundestagsplenum. Ihrem Zusammenwirken war die Pflegeversicherung zu verdanken.
19 Jahre war er in ihr auch für Israelpolitik verantwortlich. Dreßler war stets direkt gewählter Abgeordneter des Wahlkreises Wuppertal I, zuletzt erreichte er bei der Bundestagswahl 1998 53,1 % der Stimmen.

### Öffentliche Ämter
Anlässlich einer Kabinettsumbildung wurde Dreßler am 28. April 1982 als Parlamentarischer Staatssekretär beim Bundesminister für Arbeit und Sozialordnung in die von Bundeskanzler Helmut Schmidt geführte Bundesregierung berufen, schied aber nach dem für Helmut Kohl erfolgreichen Misstrauensvotum schon am 1. Oktober 1982 aus der Regierung wieder aus.
Vom 1. September 2000 bis 31. August 2005 war er Botschafter der Bundesrepublik Deutschland in Israel. Als er jedoch vor seinem Amtsantritt bezüglich des umstrittenen Status von Jerusalem eine einvernehmliche Internationalisierung der Stadt als mögliche Lösung nannte, führte dies im Bundestag zu einer Auseinandersetzung. Der damalige Jerusalemer Oberbürgermeister Ehud Olmert bedauerte aufgrund dieser Äußerung zunächst Dreßlers Berufung. Der ehemalige israelische Botschafter in Berlin, Avi Primor, kritisierte zwar gleichfalls Dreßlers Äußerung, bezeichnete ihn jedoch als Kenner Israels, der dort sehr geschätzt sei. Die Irritationen legten sich daher bald und Dreßler galt bei seiner Verabschiedung allgemein als verlässlicher Freund Israels.
Ab Februar 2010 war er Mitglied des Instituts Solidarische Moderne, in dessen Kuratorium er saß.

### Privates
Am 11. November 1997 wurde Dreßler bei einem Autounfall in der Nähe von Bonn schwer verletzt. Im Jahr 1999 heiratete er in dritter Ehe eine Fernsehjournalistin. Dreßler hatte zwei Kinder aus vorangegangenen Ehen.
Im Februar 2023 gehörte Dreßler zu den Erstunterzeichnern einer von Sahra Wagenknecht und Alice Schwarzer initiierten Petition, die zum Ende der militärischen Unterstützung der Ukraine im Zuge des russischen Überfalls auf die Ukraine aufruft.

## Ehrungen
- 1988: Bundesverdienstkreuz 1. Klasse
- 1998: Großes Verdienstkreuz
- 2000: Ehrenring der Stadt Wuppertal[12]
- 2009: Wilhelm-Dröscher-Preis
- 2013: Heinz-Galinski-Preis